# Хуаншань (городской округ)
Хуанша́нь (кит. упр. 黄山, пиньинь Huángshān) — городской округ в провинции Аньхой КНР.

## История
Во времена империи Хань в 208 году Сунь Цюань образовал округ Синьду (新都郡). После окончания эпохи Троецарствия и объединения китайских земель в империю Цзинь округ Синьду был в 280 году переименован в Синьань (新安郡).
Во времена империи Суй в 589 году округ Синьду был переименован в область Шэчжоу (歙州).
Во времена империи Сун после подавления случившегося в этих местах народного восстания под руководством Фан Ла область Шэчжоу была в 1121 году переименована в Хойчжоу (徽州).
После монгольского завоевания и основания империи Юань область Хойчжоу была в 1277 году преобразована в Хойчжоуский регион (徽州路). В 1357 году эти места были захвачены повстанцами, возглавляемыми Чжу Юаньчжаном, и Хойчжоуский регион был преобразован в Синъаньскую управу (兴安府). В 1364 году Синъаньская управа была переименована в Хойчжоускую управу (徽州府).
После основания в 1368 году империи Мин Хойчжоуская управа была подчинена напрямую императорскому двору в Нанкине. После переноса в 1421 году столицы в Пекин область вокруг Пекина также была подчинена напрямую императорскому двору, а старую непосредственно управляемую область стали называть «Южной непосредственно управляемой областью» (Нань чжили). После маньчжурского завоевания Китая и вхождения этих земель в состав империи Цин Южная непосредственно управляемая область была преобразована в обычную провинцию, и стала провинцией Цзяннань. Вскоре выяснилось, что провинция является слишком крупной для эффективного управления, и аппарат управляющего был разделён на два: «левый» и «правый». В связи с тем, что «левому» административному аппарату подчинялись в том числе Аньцинская и Хойчжоуская управы, по их первым слогам подчинённую ему территорию и стали называть «Аньхой». После Синьхайской революции в Китае была проведена реформа структуры административного деления, в результате которой области и управы были упразднены.
После того, как в ходе гражданской войны эти земли перешли под власть коммунистов, в июле 1949 года был образован Специальный район Хойчжоу (徽州专区), состоящий из 6 уездов; власти специального района сначала разместились в уезде Шэсянь, а затем перебрались в город Туньси, напрямую подчинённый властям Специального административного района Ваньнань (皖南行政区). В 1952 году органы власти Специальных административных районов Ваньбэй и Ваньнань были объединены в Народное правительство провинции Аньхой (и город Туньси стал городом провинциального подчинения), а в состав Специального района Хойчжоу было передано ещё три уезда. В 1955 году город Туньси был понижен в статусе и тоже перешёл в подчинение властям Специального района.
В 1956 году Специальный район Хойчжоу был расформирован. Туньси вновь стал городом провинциального подчинения, а уезды были переданы в состав Специального района Уху (芜湖专区). В январе 1961 году город Туньси был понижен в статусе, и стал посёлком в составе уезда Сюнин. В апреле 1961 года Специальный район Хойчжоу был воссоздан в составе 7 уездов. В августе 1961 года посёлок Туньси вновь стал городом, также в состав Специального района был передан уезд Нинго. В 1962 году Туньси вновь стал городом провинциального подчинения. В 1963 году он был опять понижен в статусе, и вновь стал посёлком в составе уезда Сюнин.
В марте 1971 года Специальный район Хойчжоу был переименован в Округ Хойчжоу (徽州地区); в его состав на тот момент входило 8 уездов. В марте 1974 года уезд Тайпин был передан в состав округа Чичжоу. В 1975 году посёлок Туньси вновь стал городом в составе округа Хойчжоу. В 1980 году уезд Нинго был передан в состав округа Сюаньчэн, а уезды Тайпин и Шитай после расформирования округа Чичжоу опять перешли в состав округа Хойчжоу. В декабре 1983 года был расформирован уезд Тайпин, а на его территории и прилегающих землях уездов Шэсянь и Шитай был образован городской уезд Хуаншань (黄山市).
27 ноября 1987 года решением Госсовета КНР были расформированы округ Хойчжоу, город Туньси и городской уезд Хуаншань, и образован городской округ Хуаншань. Уезд Шитай был передан в состав округа Аньцин, уезды Цзиндэ и Цзиси перешли в состав округа Сюаньчэн, а остальные уезды бывшего округа Хойчжоу остались в составе городского округа Хуаншань; бывший город Туньси стал районом городского подчинения Туньси, бывший городской уезд Хуаншань — районом городского подчинения Хуаншань, из частей уездов Шэсянь и Сюнин был создан район городского подчинения Хойчжоу.

## Административно-территориальное деление
Городской округ Хуаншань делится на 3 района, 4 уезда:
| Карта                                             | Карта    | Карта     | Карта        | Карта            | Карта         |
| ------------------------------------------------- | -------- | --------- | ------------ | ---------------- | ------------- |
| Туньси Хуаншань Хойчжоу Шэсянь Сюнин Исянь Цимэнь |          |           |              |                  |               |
| Статус                                            | Название | Иероглифы | Пиньинь      | Население (2010) | Площадь (км²) |
| Район                                             | Туньси   | 屯溪区    | Túnxī qū     |                  |               |
| Район                                             | Хуаншань | 黄山区    | Huángshān qū |                  |               |
| Район                                             | Хойчжоу  | 徽州区    | Huīzhōu qū   |                  |               |
| Уезд                                              | Шэсянь   | 歙县      | Shè xiàn     |                  |               |
| Уезд                                              | Сюнин    | 休宁县    | Xiūníng xiàn |                  |               |
| Уезд                                              | Исянь    | 黟县      | Yī xiàn      |                  |               |
| Уезд                                              | Цимэнь   | 祁门县    | Qímén xiàn   |                  |               |

## Экономика
Основу сельского хозяйства составляют выращивание риса, чая и корней лотоса. Городской округ известен свои чаем Хуаншань Маофэн, который собирают в горах Хуаншань. Уезд Цимэнь также известен чаем Кимун. 

## Культура
Ежегодно в Хуаншане проводится фестиваль фонарей-рыб, приуроченный к приближающемуся китайскому Новому году (Чуньцзе).